# Óscar López Vázquez
Óscar López Vázquez (Medellín, 2 aprile 1939 – Cali, 20 dicembre 2005) è stato un calciatore colombiano, di ruolo difensore.

## Carriera
Con la Nazionale colombiana prese parte al Mondiale del 1962 e al Campeonato Sudamericano del 1967.  López ha collezionato 28 presenze con la nazionale di calcio della Colombia dal 1961 al 1972.
Con i suo i 176 cm di altezza, viene ricordato per essere stato un leader con abilità calcistiche sufficienti per essere collocato tra i migliori difensori che hanno calcato i campi del calcio colombiano. Un gentiluomo per giocare a calcio, un professionista dentro e fuori dal campo, un difensore centrale tecnico che dava la priorità al gioco. Fino al 1975 López ha indossato i colori biancoverdi del Deportivo Cali, con un totale di 361 partite e 9 gol segnati, ma la sua grande eredità è l'essere stato un esempio di leader.